# Pempheris nyctereutes
Pempheris nyctereutes is een straalvinnige vissensoort uit de familie van bijlvissen (Pempheridae). De wetenschappelijke naam van de soort werd voor het eerst geldig gepubliceerd in 1902 door Jordan & Evermann.